# Домжевен
Домжевен (фр. Domjevin) насеље је и општина у североисточној Француској у региону Лорена, у департману Мерт и Мозел која припада префектури Линевил.
По подацима из 2011. године у општини је живело 248 становника, а густина насељености је износила 24,12 становника/km². Општина се простире на површини од 10,28 km². Налази се на средњој надморској висини од 200 метара (максималној 293 m, а минималној 237 m).

## Демографија
| 1962. | 1968. | 1975. | 1982. | 1990. | 1999. | 2011. |
| ----- | ----- | ----- | ----- | ----- | ----- | ----- |
| 218   | 257   | 237   | 228   | 230   | 267   | 248   |

График промене броја становника у току последњих година